# Heliobolus
Heliobolus – rodzaj jaszczurek z rodziny jaszczurkowatych (Lacertidae).

## Zasięg występowania
Rodzaj obejmuje gatunki występujące w Afryce Subsaharyjskiej. 

## Systematyka

### Etymologia
Heliobolus: gr. ἡλιος hēlios „słońce”; βoλος bolos „rzucanie”.

### Podział systematyczny
Do rodzaju należą następujące gatunki:
- Heliobolus bivari Marques, Ceríaco, Heinicke, Chebouri, Conradie, Tolley & Bauer, 2022
- Heliobolus crawfordi Marques, Ceríaco, Heinicke, Chebouri, Conradie, Tolley & Bauer, 2022
- Heliobolus lugubris (Smith, 1838) – stepniarka żałobna[6]
- Heliobolus neumanni (Tornier, 1905)
- Heliobolus nitidus (Günther, 1872)
- Heliobolus spekii (Günther, 1872)